# Dhuys et Morin-en-Brie
Dhuys et Morin-en-Brie – gmina we Francji, w regionie Hauts-de-France, w departamencie Aisne.
Została utworzona 1 stycznia 2016 roku z połączenia czterech wcześniejszych gmin: Artonges, La Celle-sous-Montmirail, Fontenelle-en-Brie oraz Marchais-en-Brie. Siedzibą gminy została miejscowość Marchais-en-Brie. W 2013 roku populacja wyżej wymienionych gmin wynosiła 836 mieszkańców.